# 殳文通
殳文通，浙江嘉兴人，是一名明朝政治人物。
殳文通曾于宣德元年(1426年)接替叶亨任漳州府知府一职，正统二年(1437年)由甘瑛接任。